# أبو الفضل الشويكي
شِهَابُ الدِّينِ أَبُو الْفَضْلِ أَحْمَدُ بْنُ مُحَمَّدِ بْنِ أَحْمَدَ بْنِ عُمَرَ بْنِ أَحْمَدَ بْنِ أَبِي بَكْرِ بْنِ أَحْمَدَ الْعَلَوِيُّ الشُّوَيْكِيُّ النَّابُلُسِيُّ الصَّالِحِيُّ الْحَنْبَلِيُّ ويُعرف اختصارًا بـ أبي الفضل الشويكي (875، 876 – 18 صفر 939هـ / 1470 – 18 سبتمبر [أيلول] 1532م) مفتي الحنابلة بدمشق.

## سيرته
ولد سنة 875هـ بقرية الشويكة من بلاد نابلس، ثم قدم دمشق وسكن صالحيتها.
وحفظ القرآن بمدرسة أبي عمر ومختصر الخرقي في الفقه والملحة الحريرية في علم العربية وغير ذلك ثم سمع الحديث على ناصر الدين بن زريق. وحج وجاور في مكة سنتين، وصنف في مجاورته كتاب التّوضيح في الجمع بين المقنع والتّنقيح، وزاد عليها أشياء مهمة.
توفي بالمدينة في ثامن عشر صفر سنة 939هـ، ودفن بالبقيع. وقال ابن طولون في تاريخه في وقائع سنة تسع وثلاثين وتسعمائة في يوم الجمعة سلخ جمادى الأولى صلي عليه غائبة بالأموي.

## شيوخه
- ابن المبرد
- شهاب الدين بن شكم
- شهاب الدين العسكري

## مؤلفاته
- التوضيح جمع فيه بين المقنع والتنقيح في فروع الفقه الحنبلي.
- القواعد الكلية والضوابط الفقهية.[14]